# Jean Janssens
Jean Janssens (n. 18 august 1895, Antwerpen, Flandra, Belgia – d. secolul al XX-lea) a fost un ciclist belgian, medaliat olimpic. A participat la o ediție a Jocurilor Olimpice (1920) în care a câștigat o medalie de bronz.

## Participări
Lista de mai jos prezintă principalele competiții la care a participat Jean Janssens de-a lungul carierei.
- cyclisme aux Jeux olympiques d'été de 1920 – course sur route par équipe hommes[*]